# Microsoft SwiftKey
SwiftKey è una tastiera virtuale sviluppata da TouchType per dispositivi Android e iOS.
È stato pubblicato per la prima volta sull'Android Market nel luglio 2010 e nell'Apple store nel settembre 2014, dopo che Apple ha consentito il supporto a tastiera di terze parti.
SwiftKey utilizza una combinazione di tecnologie tra cui un'intelligenza artificiale che gli consentono di prevedere la parola successiva che l'utente intende digitare sulla tastiera.
Nel 2016 è stata acquisita da Microsoft per circa 250 milioni di dollari.